# Distrito de Suceava
Suceava es un distrito (județ) ubicado en la zona septentrional de Rumania, en las regiones de Moldavia y de Bucovina . Su superficie es de 8.553 km² y su población es de 688.435 habitantes (en 2002), con una densidad de 80 hab/km². 
La ciudad capital del distrito es la homónima Suceava (105.865 hab).

## Distritos vecinos
- Distritos de Botoșani y Iași por el este.
- Distritos de Maramureș y Bistrița-Năsăud por el oeste.
- Ucrania por el norte (Óblast de Chernivtsi).
- Distritos de Mureș, Harghita y Neamț por el sur.

## Demografía
En el año 2002, la población del distrito ascendía a 688.435 habitantes, mientras que la densidad poblacional era de 80,5 hab/km².
- Rumanos - 96,3%[1]
- Romaníes - 1,3%
- Ucranianos, polacos, eslovacos y otros.

| Año  | Población del distrito |
| ---- | ---------------------- |
| 1948 | 439,751                |
| 1956 | 507,674                |
| 1966 | 572,781                |
| 1977 | 633,899                |
| 1992 | 701,830                |
| 2002 | 688,435                |

## Divisiones administrativas
El distrito tiene 5 ciudades con estatus de municipiu, 11 ciudades con estatus de oraș y 98 comunas.

### Ciudades con estatus demunicipiu
- Câmpulung Moldovenesc
- Fălticeni
- Rădăuți
- Suceava
- Vatra Dornei

### Ciudades con estatus deoraș
- Broșteni
- Cajvana
- Dolhasca
- Frasin
- Gura Humorului
- Liteni
- Milișăuți
- Salcea
- Siret
- Solca
- Vicovu de Sus

### Comunas
- Adâncata
- Arbore
- Baia
- Bălăceana
- Bălcăuți
- Berchișești
- Bilca
- Bogdănești
- Boroaia
- Bosanci
- Botoșana
- Breaza
- Brodina
- Bunești
- Burla
- Cacica
- Calafindești
- Capu Câmpului
- Cârlibaba
- Ciocănești
- Ciprian Porumbescu
- Comănești
- Cornu Luncii
- Coșna
- Crucea
- Dărmănești
- Dolhești
- Dorna-Arini
- Dorna Candrenilor
- Dornești
- Drăgoiești
- Drăgușeni
- Dumbrăveni
- Fântâna Mare
- Fântânele
- Forăști
- Frătăuții Noi
- Frătăuții Vechi
- Frumosu
- Fundu Moldovei
- Gălănești
- Grămești
- Grănicești
- Hănțești
- Hârtop
- Horodnic de Jos
- Horodnic de Sus
- Horodniceni
- Iacobeni
- Iaslovăț
- Ilișești
- Ipotești
- Izvoarele Sucevei
- Mălini
- Mănăstirea Humorului
- Marginea
- Mitocu Dragomirnei
- Moara
- Moldova-Sulița
- Moldovița
- Mușenița
- Ostra
- Păltinoasa
- Panaci
- Pârteștii de Jos
- Pătrăuți
- Poiana Stampei
- Poieni-Solca
- Pojorâta
- Preutești
- Putna
- Rădășeni
- Râșca
- Sadova
- Șaru Dornei
- Satu Mare
- Șcheia
- Șerbăuți
- Siminicea
- Slatina
- Straja
- Stroiești
- Stulpicani
- Sucevița
- Todirești
- Udești
- Ulma
- Vadu Moldovei
- Valea Moldovei
- Vama
- Vatra Moldoviței
- Verești
- Vicovu de Jos
- Voitinel
- Volovăț
- Vulturești
- Zamostea
- Zvoriștea